# NGC 5926
NGC 5926 ist eine 13,8 mag helle Spiralgalaxie vom Hubble-Typ Sc im Sternbild Schlange am Nordsternhimmel. Sie ist schätzungsweise 279 Millionen Lichtjahre von der Milchstraße entfernt und hat einen Durchmesser von etwa 65.000 Lichtjahren.
Im selben Himmelsareal befindet sich u. a. die Galaxie IC 1118.
Das Objekt wurde am 15. Juni 1884 vom US-amerikanischen Astronomen Lewis A. Swift entdeckt.